# Alois Grussmann
Alois Grussmann (* 6. September 1964 in Opava) ist ein ehemaliger tschechischer Fußballspieler und derzeitiger -trainer.

## Vereinskarriere
Grussmann begann mit dem Fußballspielen auf dem Ascheplatz in Hrabůvka, später wechselte er in die Jugend von Baník Ostrava. Als er in der ersten Mannschaft nicht genügend Spielpraxis bekam, wurde er in der Saison 1981/82 an Ostroj Opava ausgeliehen. Die nächsten beiden Jahre absolvierte er seinen Wehrdienst bei VTJ Tábor. 1984 kehrte er nach Ostrava zurück, debütierte zwar in der 1. Tschechoslowakischen Liga, spielte aber meistens nur in der B-Mannschaft. Deshalb wechselte der Mittelfeldspieler zu VP Frýdek-Místek in die 2. Liga, wo er einen Stammplatz hatte. Nach einer Saison bemühte sich Baník Ostrava um Grussmanns Rückkehr, doch der unterschrieb beim Stadtrivalen und amtierenden Meister TJ Vítkovice. Dort spielte Grussmann regelmäßig, 1987 wurde die Mannschaft tschechoslowakischer Vizemeister.
Nach der samtenen Revolution nahm Grussmann die Möglichkeit war ins Ausland zu wechseln und schloss sich dem damaligen Zweitligisten Betis Sevilla an, das vom Slowaken Jozef Jarabinský trainiert wurde. Grussmann unterschrieb einen Dreijahresvertrag, Betis Sevilla peilte den Aufstieg in Primera División an, verfehlte aber das Ziel. Die Sponsoren wendeten sich vom Verein ab, der Kontrakt mit Grussmann wurde aufgelöst, der Spieler kehrte nach Tschechien zurück und ging zu Baník Ostrava. Allerdings hatte Betis die Ablösesumme an Vítkovice nicht vollständig bezahlt, so dass Grussmanns alter Verein diesen Teil nun von seinem neuen Klub, Baník Ostrava, forderte. Als Baník sich weigerte zu zahlen, musste Grussmann zu TJ Vítkovice zurückkehren. Dort blieb er allerdings nur kurz und zog weiter zu Sigma Olomouc. Auch dort blieb er nur wenige Monate, ab der Saison 1993/94 spielte er für Ostroj Opava, das sich später in SFC Opava umbenannte. Opava stieg 1995 in die 1. Liga auf, in der sich der Klub mit Mühe bis 2000 halten konnte, Grussmann zählte mit seiner Erfahrung zu den Leistungsträgern der Mannschaft. Nach dem Abstieg spielte er ein halbes Jahr in Österreich, Anfang 2001 wechselte er zum SK Železárny Třinec in die 2. Liga, konnte den Abstieg der Mannschaft aber nicht verhindern.

## Nationalmannschaft
Insgesamt sechs Mal trug Alois Grussmann das Dress der tschechoslowakischen Nationalmannschaft. Sein Debüt gab er am 27. April 1988, die ČSSR trennte sich von der UdSSR 1:1 unentschieden. Auf seine nächste Einsätze musste er bis 1991 warten. In diesem Jahr bestritt er fünf Spiele, beim 2:0-Auswärtssieg in Sydney gegen Australien schoss er sein einziges Tor für die Tschechoslowakei. Nach 1991 wurde Grussmann nicht mehr eingeladen.

## Trainerkarriere
Grussmanns erste Trainerstation war 2001 TJ Nový Jičín. Nach einigen Monaten nahm er die Möglichkeit war, Cheftrainer der Juniorenabteilung bei NH Ostrava zu werden. 2003 wechselte er zum Fünftligisten Jakubčovice Fotbal, mit dem er Jahr für Jahr aufstieg und 2006 schließlich die 2. Liga erreichte. In der Winterpause 2006/07 beschloss der Verein, seine Profilizenz an Dukla Prag zu verkaufen, der bisherige Trainer Duklas, Günter Bittengel übernahm in Jakubčovice, Grussmann wechselte innerhalb der Liga auf den Trainerstuhl des FC Vítkovice. Nach vier Niederlagen zu Beginn der Saison 2008/09 wurde Grussmann beim FC Vítkovice entlassen.